# Pavel Vasiljevič Goleniščev-Kutuzov
Grof Pavel Vasiljevič Goleniščev-Kutuzov (rusko Па́вел Васи́льевич Голени́щев-Куту́зов), ruski general, * 1772, † 1843.
Bil je eden izmed pomembnejših generalov, ki so se borili med Napoleonovo invazijo na Rusijo; posledično je bil njegov portret dodan v Vojaško galerijo Zimskega dvorca.

## Življenje
Aprila 1782 je vstopil v dvorni konjeniški polk. Čez dve leti je dosegel čin korneta, leta 1788 pa je postal paž. Aktivno vojaško službo je pričel marca 1794 kot poročnik konjeniške garde. Marca 1798 je postal brigadni major in že čez en mesec je bil povišan v polkovnika. 
Marca 1799 je bil odpuščen iz vojaške službe, a je bil decembra 1800 ponovno aktiviran, tokrat s činom generalmajorja ter dodeljen Leib huzarskemu polku. Sodeloval je v puču proti carju Pavlu. 16. marca 1801 je bil imenovan za poveljnika Konjeniškega gardnega polka in maja 1803 je postal poveljnik Beloruskega huzarskega polka. 
Udeležil se je rusko-turške vojne 1806-12; decembra 1807 je bil zaradi bolezni odpuščen iz vojaške službe. Februarja 1809 je bil ponovno aktiviran in dodeljen carjevemu štabu. Med februarjem 1810 in septembrom 1811 je bil policijski šef Petersburga. Od pričetka patriotske vojne je spremljal carja po obiskih na bojiščih. Septembra 1813 je bil povišan v generalporočnika.
Leta 1815 je spremil carja na dunajski kongres. Med decembrom 1823 in decembrom 1826 je bil glavni direktor paških in vojaških šol. Leta 1823 je postal član, med letoma 1832 in 1841 pa je bil predsednik sveta vojaških izobraževalnih ustanov. 20. decembra 1825 je postal vojaški guverner Petersburga in član državnega sveta. 18. decembra 1829 je zapustil guvernerski položaj; imenovan je bil v preiskovalno komisijo glede dekabristov.